# ۶ شوال
۶ شوال، ششمین روز از ماه شوال در تقویم هجری قمری است.
در تقویم هجری قمری قراردادی این روز دویست و هفتاد و دومین روز سال است.